# Riquesa d'espècies

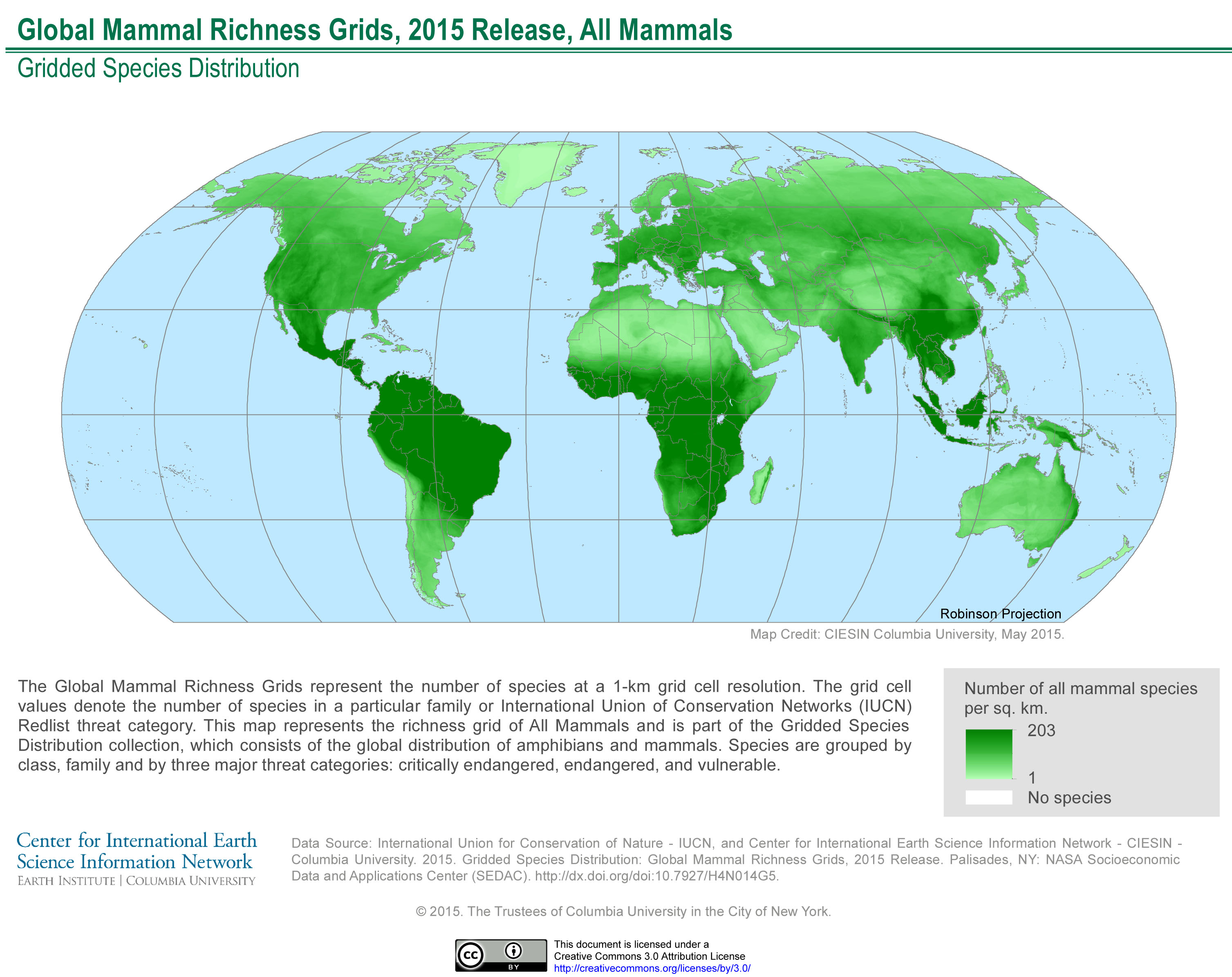
Riquesa mundial de mamífers (2015)

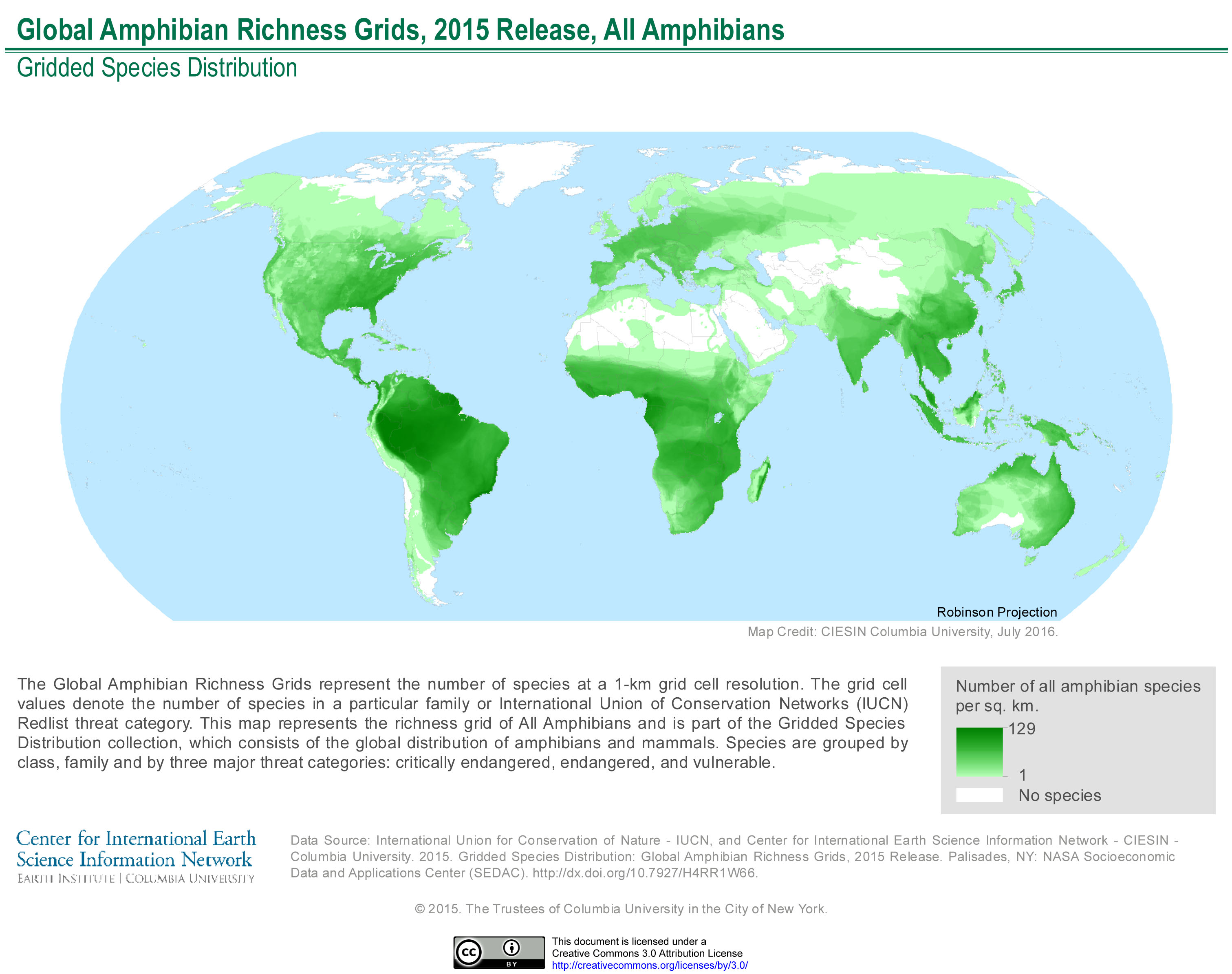
Riquesa global d'amfibis (2015)

La riquesa d'espècies és el nombre d'espècies diferents representades en una comunitat ecològica, paisatge o regió. La riquesa de espècies és simplement un recompte d'espècies, i no té en compte l'abundància de l'espècie ni les seves distribucions d'abundància relativa. La riquesa d'espècies de vegades es considera sinònim de diversitat d'espècies, però la mètrica formal de diversitat d'espècies té en compte tant la riquesa d'espècies com la uniformitat d'espècies.